# Panel Syndicate
Panel Syndicate és un editor on-line de còmics digitals que funciona a través del sistema "paga el que vulguis" i sense DRM en múltiples llengües, fundat per Marcos Martín i Brian K. Vaughan. Naixent inicialment com un outlet per publicar les col·laboracions de Vaughan i Martín, Panel Syndicate està obert a publicar la feina d'altres creadors a través del mateix sistema sense DRM "pagar el que vulguis". El comic The Private Eye va ser el primer a publicar-se a la plataforma el març del 2013. Avui en dia, Panel Syndicate ha publicat còmics en anglès, espanyol, català, portuguès, i francès, amb llengües addicionals en desenvolupament. The private eye ha rebut gran reconeixement per part de la crítica i l'atenció de mitjans de comunicació a causa del seu paper com un dels primers còmics sense DRM venuts a través del sistema "paga el que vulguis" fets per creadors del caire de Marcos Martin i Brian K. Vaughan.

## Funcionament: "paga el que vulguis"
La plataforma Panel Syndicate aposta pel format "pay-what you want" (paga el que vulguis), el qual permet a l'usuari decidir quin preu vol pagar per a cada còmic que vol adquirir. Aquest sistema, juntament amb el renom dels seus creadors, és el que va fer popular a la plataforma, ja que és un format poc comú que elimina el paper de les editorials. Sense l'intermediari, tots els drets queden reservats als creadors de l'obra, i de la mateixa manera, tots els beneficis van directament a ells, cosa que no passa en cap altre cas.
Tot i així, obres publicades en Panel Syndicate com el còmic The Private Eye, han acabat sent impreses a paper i per tant, en aquests casos sí que van intervenir-hi editorials. Tot i això, inicialment totes les obres són publicades a través de la plataforma i amb el seu sistema de pagament.

## Publicacions d'altres creadors (2014-2020)
- Al novembre 2014, ¡Universo!, un còmic de ciència-ficció format per històries independents, creat i escrit per Albert Monteys va ser publicat en el lloc web.[7]
- Al desembre 2015, Vaughan i Martín van començar a publicar la seva segona sèrie, Barrier, una sèrie de cinc lliuraments que va acabar el juliol del 2017, en el seu lloc web.[8][9] És una obra sobre la violència i la immigración il·legal.
- A l'abril de 2016, Vaughan i Martín van publicar una història autoritzada i independent de Walking Dead, una sola narració que revela què va passar a Jeff Grimes, el germà de Rick. Aquesta obra es diu Walking Dead: The Alien. El permís per fer-la es va obtenir a canvi que els creadors cedissin els drets a Image Comics per tal que aquesta publiqués la versió física de tapa dura de The Private Eye.[10]
- A l'abril de 2017, Blackhand Ironhead, una comèdia que se centra en famílies amb superherois però que no se centra en els superherois, va ser publicada al lloc web. Aquesta obra va ser creada i escrita per David López.[11]
- Al novembre de 2017, Umami, una aventura sobre Uma i Ami, dues cuineres que treballen pel seu rei, escrita per Ken Niimura, va ser publicada en Panel Syndicate.[12]
- Al maig de 2018, la mini-série completa de Barrier va ser publicada en paper per Image Comics, començant amb la primera entrega formant part del Dia de Comic Gratis.[13]
- Al maig 2018, Glacier City, una història policial sobre un remot poble d'Alaska, creada per Jay Faerber i Michael Montenat va ser publicada en la plataforma.[14]
- En 2019, el còmic de Ken Niimura, Umami, un treball publicat per Panel Syndicate, va guanyar el premi Eisner per a millor còmic digital.[15]
- L'any 2020, es van publicar tres obres diferents: la sèrie Bad Karma d'Alex de Campi, Ryan Howe i Dee Cunniffe; Friday d'Ed Brubaker, Marcos Martin i Muntsa Vicente i finalment el còmic The One You Feed de Donny Catis, Dylan Burnett, Dean White i John J. Hill.